# Rover 75
Rover 75 – samochód osobowy klasy wyższej produkowany pod brytyjską marką Rover w latach 1998 – 2005. 

## Historia i opis modelu

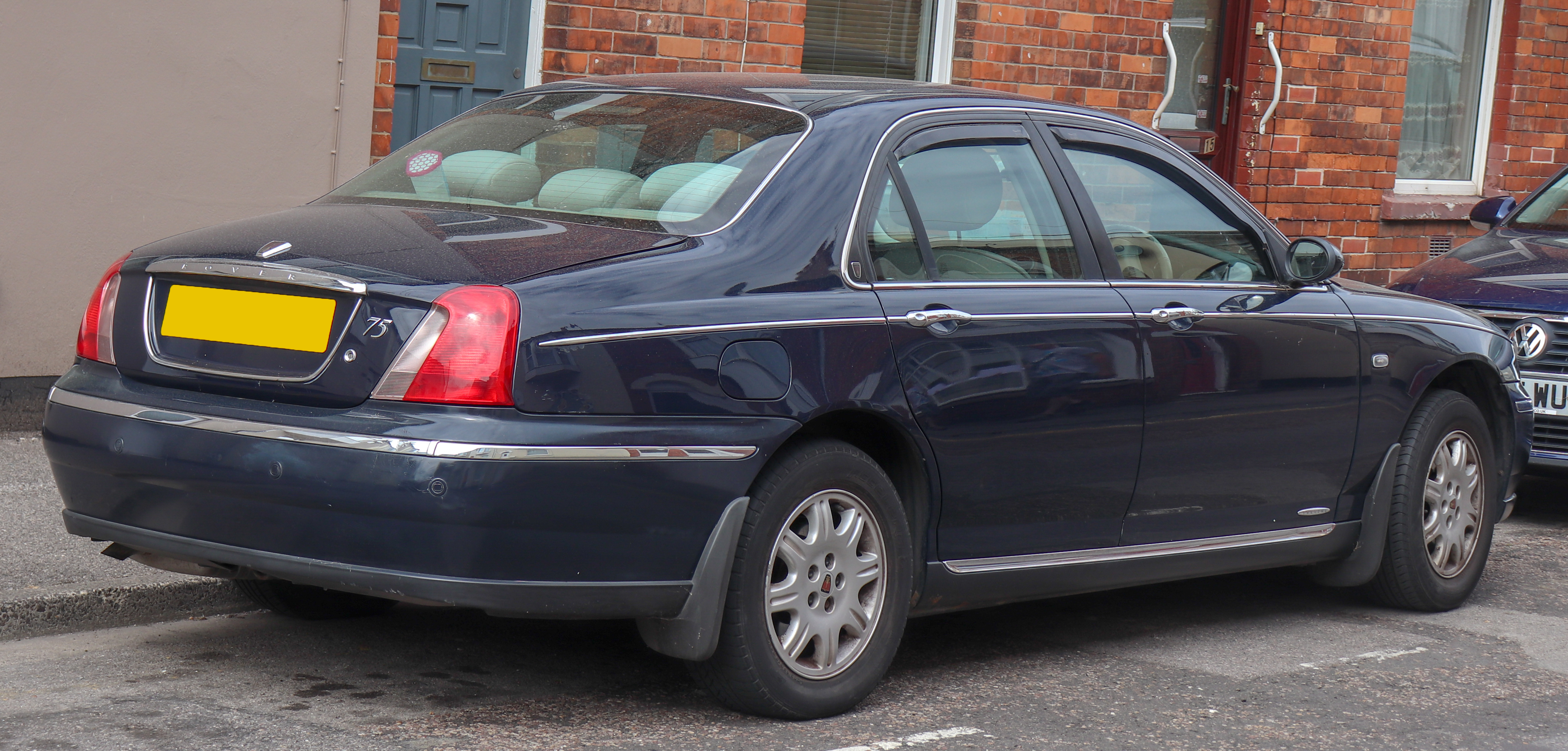
Rover 75 - tył

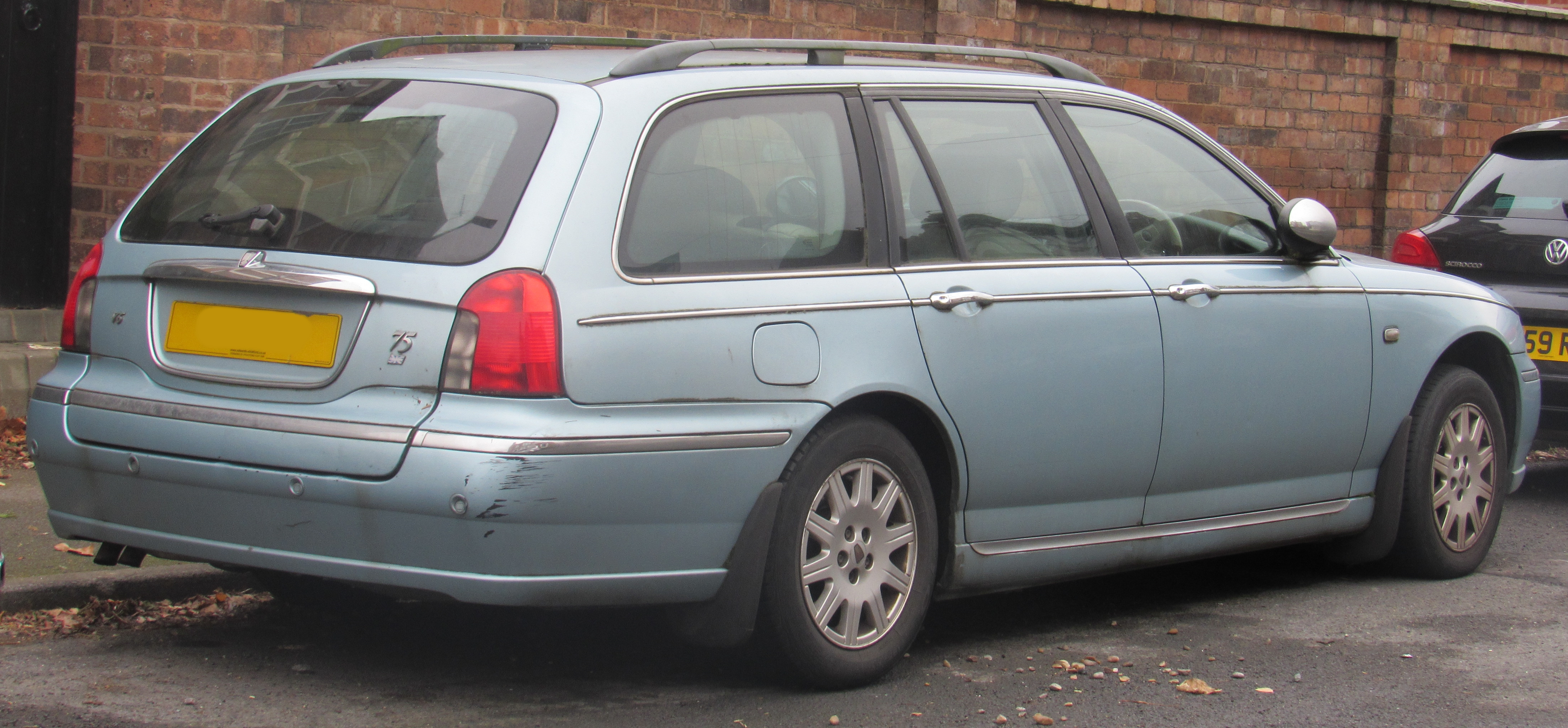
Rover 75 Kombi

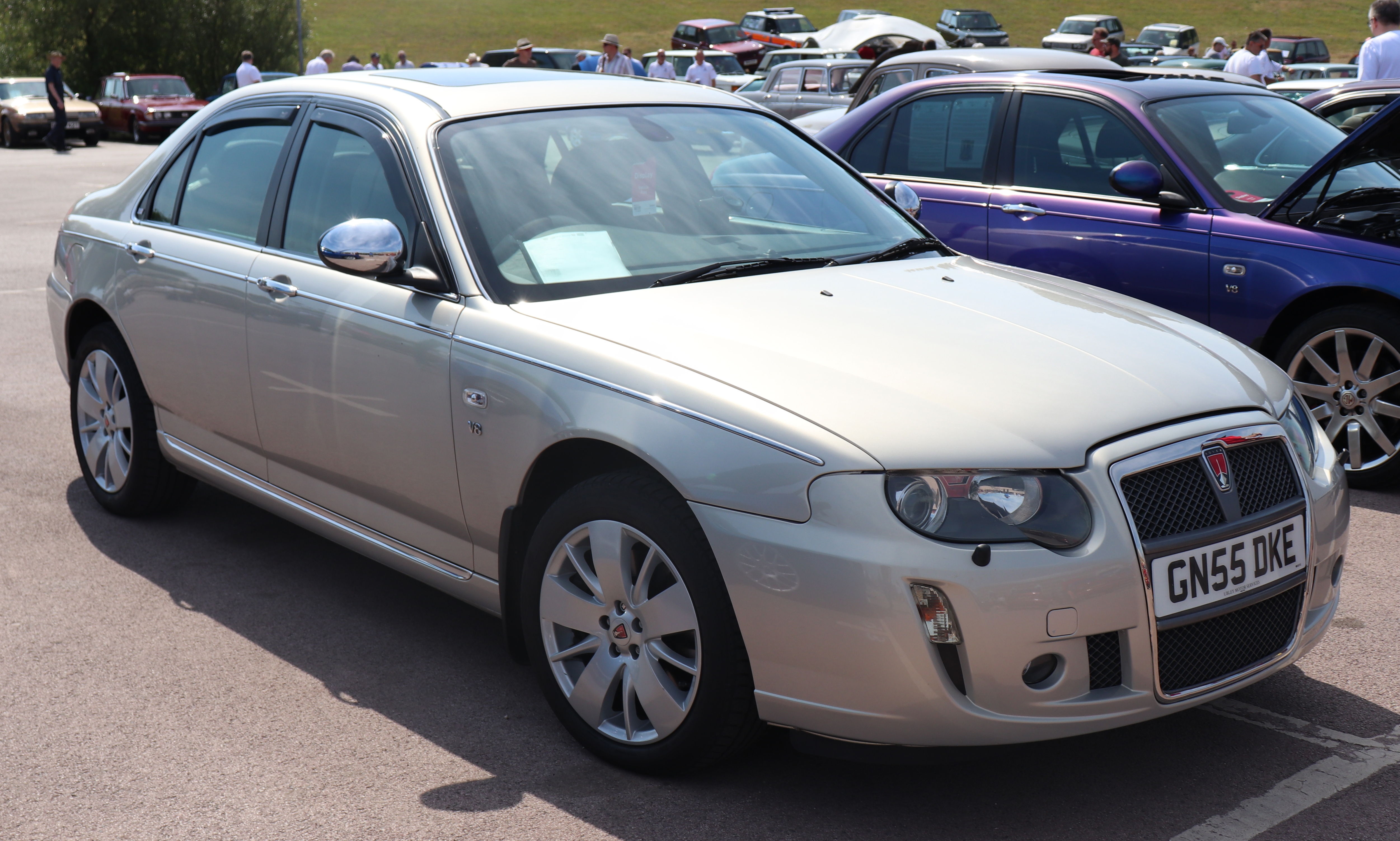
Rover 75 po liftingu

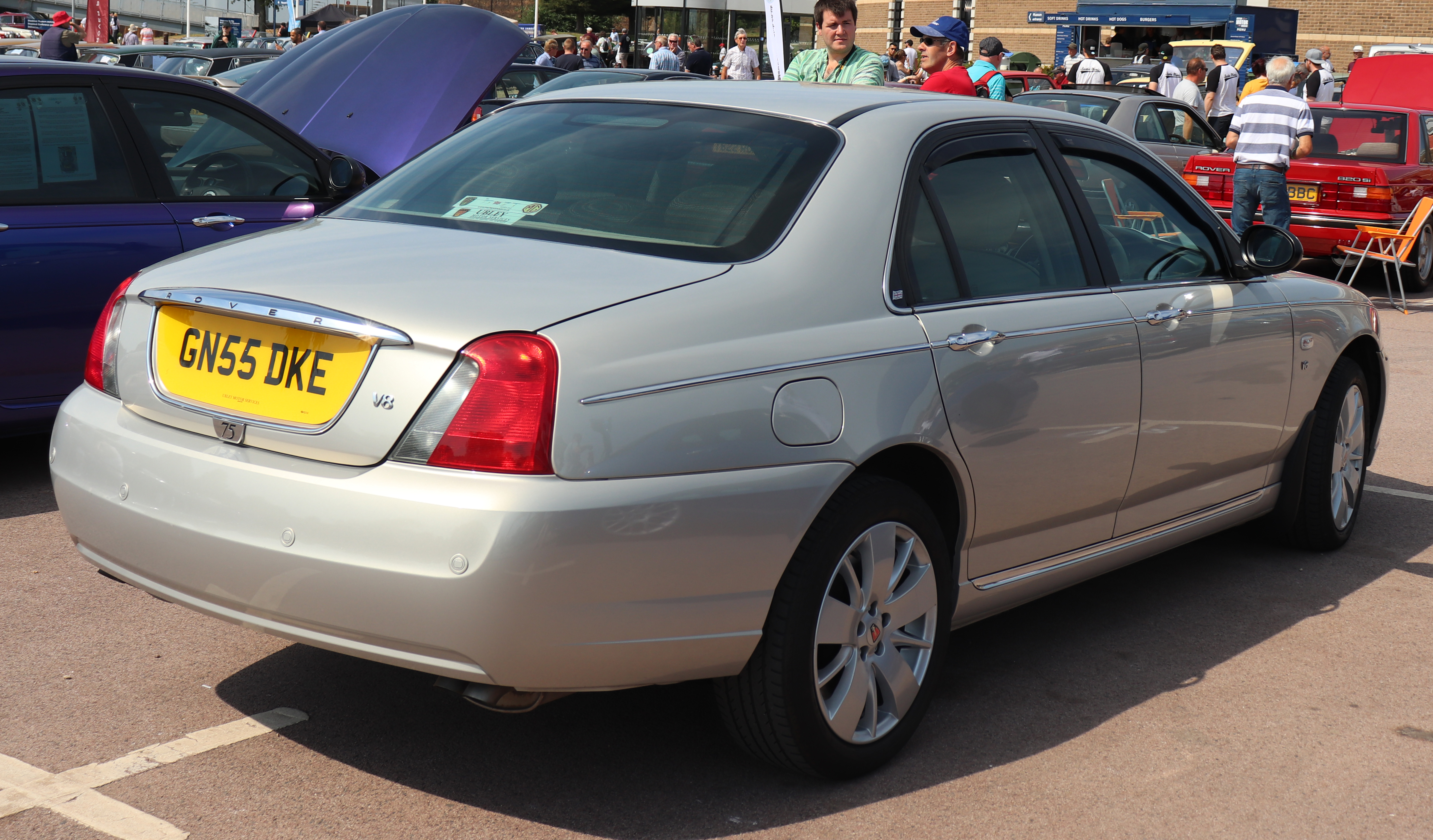
Rover 75 - tył po liftingu

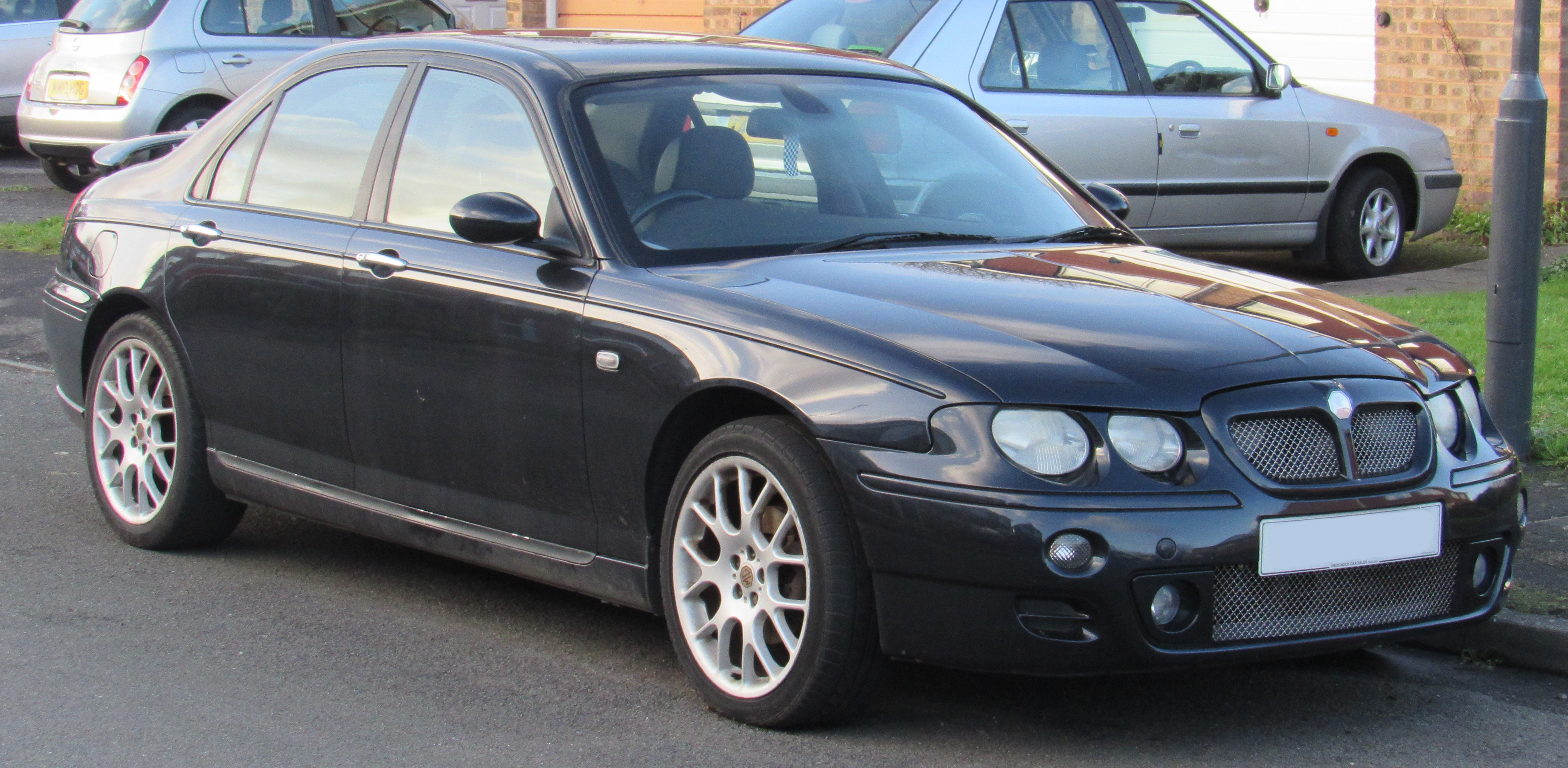
MG ZT

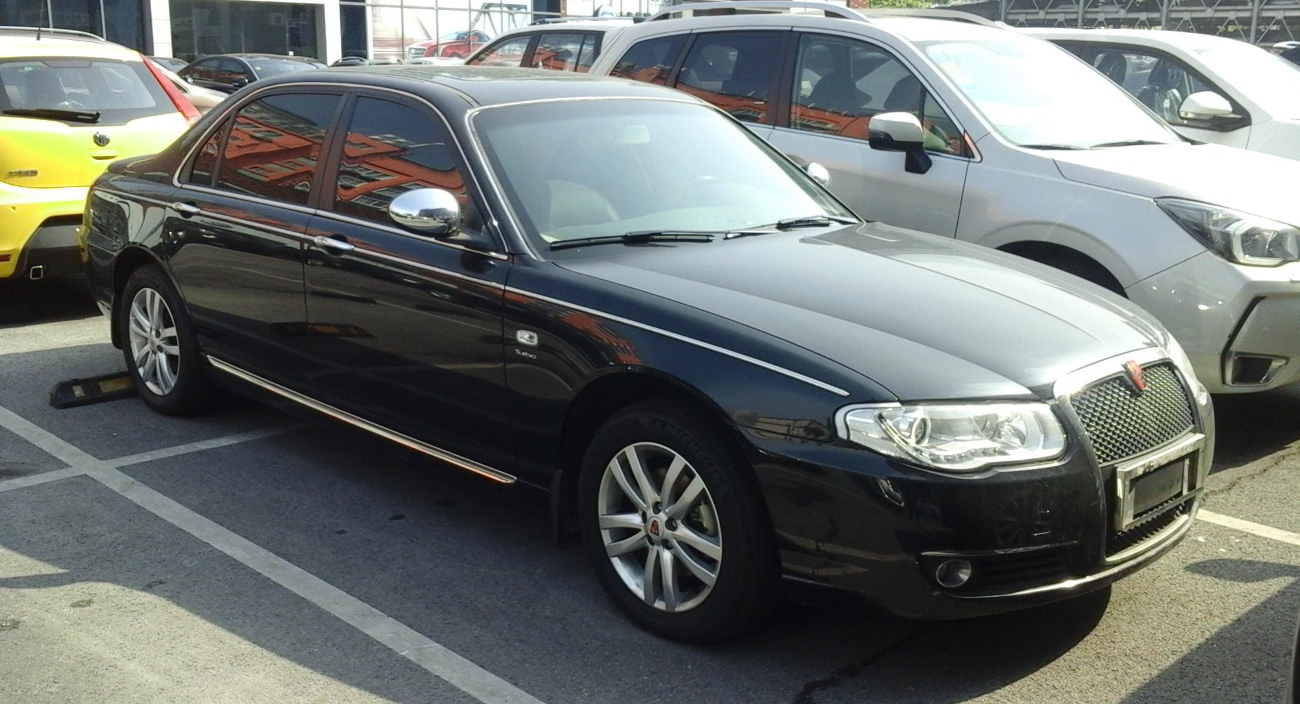
Chińskie Roewe 720

Samochód zaprezentowano podczas British International Motor Show w Birmingham w październiku 1998 roku, gdzie uznano go za jeden z najładniejszych pojazdów klasy średniej-wyższej. Był kolejnym autem (po modelu 200) zaprezentowanym przez firmę Rover od czasu rozstania w 1994 roku z Hondą i od przejęcia marki przez koncern BMW. Auto zastąpiło serię 600 oraz 800. 
Na początku 2001 roku wprowadzono wersję kombi zwaną Tourer, aby umożliwić klientom praktyczność połączoną z wygodą oferowaną przez Rovera 75. Była to konstrukcja własna firmy Rover (bez udziału BMW), choć technicznie bazowała na Hondzie Accord VI generacji. W 2002 roku do oferty wprowadzono dłuższą wersją samochodu pod nazwą Limousine (Vanden Plas), którą powiększono o 200 mm długości. Wersja ta stała się najbardziej popularnym autem rządu brytyjskiego. Auto w 2004 roku przeszło face lifting. Zmieniono przód na bardziej nowoczesny, m.in. reflektory, zderzaki, maska, osłona chłodnicy oraz powiększono lusterka. Do palety silników dołączyła również jednostka 4.6 w układzie V8 skonstruowana przez Forda. Była to jednostka stosowana m.in. w Fordzie Mustangu.

### Dane techniczne
| Silnik                                                          | Pojemność skokowa [cm3] | Przyspieszenie 0-100 km/h [s] | Prędkość maksymalna [km/h] | Zużycie paliwa [l/100 km] miasto/poza miastem/średnie |
| --------------------------------------------------------------- | ----------------------- | ----------------------------- | -------------------------- | ----------------------------------------------------- |
| 1.8 16V 120 KM                                                  | 1796                    | 11,6                          | 195                        | 10,6 / 6,1 / 7,8                                      |
| 1.8T 16V 150 KM                                                 | 1796                    | 9,6                           | 210                        | 11,3 / 6,1 / 8,0                                      |
| 1.8T 16V 150 KM aut.                                            | 1796                    | 10,4                          | 205                        | 12,8 / 6,6 / 8,9                                      |
| V6 2.0 150 KM                                                   | 1997                    | 10                            | 210                        | 13,5 / 7,0 / 9,4                                      |
| V6 2.0 150KM aut.                                               | 1997                    | 11,6                          | 205                        | 14,8 / 7,6 / 10,3                                     |
| V6 2.5 177 KM                                                   | 2497                    | 8,8                           | 220                        | 14,0 / 7,0 / 9,6                                      |
| V6 2.5 177 KM aut.                                              | 2497                    | 9,5                           | 215                        | 15,5 / 7,5 / 10,5                                     |
| V8 4.6 260 KM                                                   | 4601                    | 6,2                           | 250                        | 16,2 / 9,9 / 12,2                                     |
| 2.0 CDT 16V 116 KM                                              | 1951                    | 11,7                          | 193                        | 7,7 / 4,7 / 5,8                                       |
| 2.0 CDT 16V 116 KM aut.                                         | 1951                    | 13,2                          | 190                        | 10,0 / 5,2 / 6,9                                      |
| 2.0 CDTi 16V 131 KM                                             | 1951                    | 11,0                          | 193                        | 8,1 / 4,4 / 5,8                                       |
| 2.0 CDTi 16V 131 KM aut. (po liftingu moc podniesiono do 136KM) | 1951                    | 11,8                          | 190                        | 10,0 / 5,2 / 6,9                                      |

Legenda:
aut. - automatyczna skrzynia biegów
Wersje wyposażeniowe (silniki):
- Club (1.8 16V, 1.8T 16V, 2.0 V6, 2,5 V6, 2.0 CDT)
- Connoisseur (1.8T 16V, 2.0 V6, 2,5 V6, 2.0 CDT, 2.0 CDTi)

### Nagrody
- Samochód Roku 1999 brytyjskiego magazynu What Car
- Silnik Diesla roku 1999 brytyjskiego magazynu What Car
- Auto Express World Car 1999
- Biznesowe Auto Roku 1999
- Złota kierownica 1999 magazynu Auto Bild
- Używany Samochód Roku 2000
- Używany Samochód Roku 2001
- Najlepszy używany samochód klasy średniej roku 2002